# 마산항제1부두선

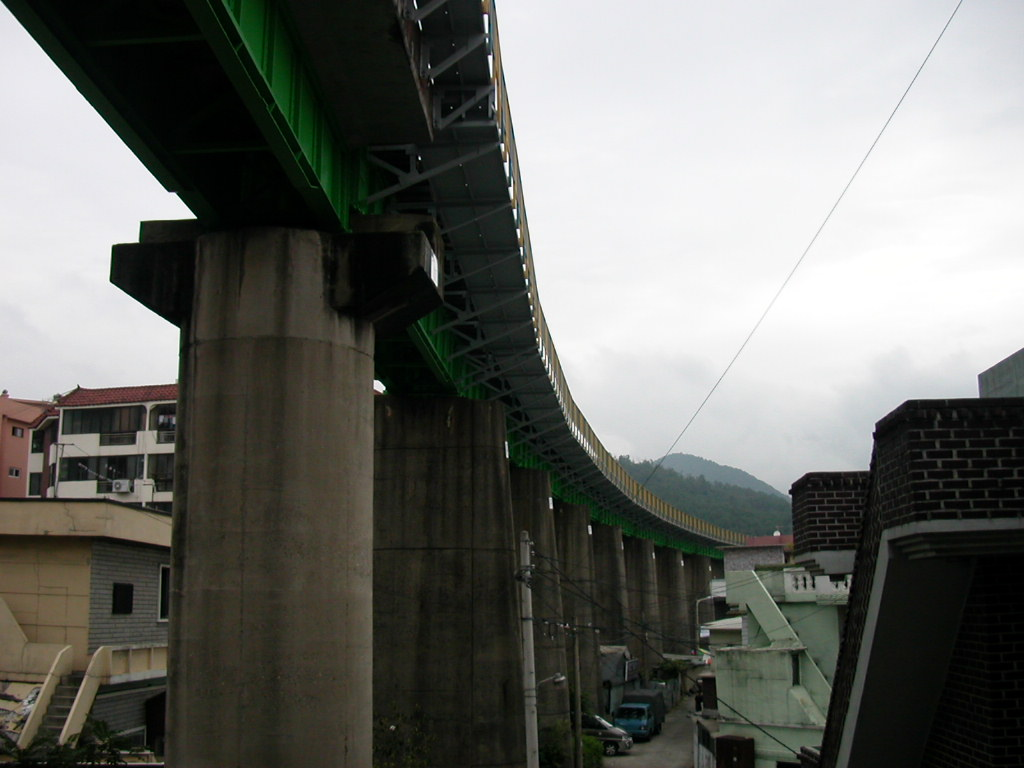
서마산시장을 가로지르는 함안제2가도교
(1977년 개통)

마산항 제1부두선(馬山港 第一埠頭線) 또는 마산임항선(馬山臨港線)은 경전선 마산역에서 마산항역을 잇는 총연장 8.6km인 한국철도공사의 철도 노선이었다. 2012년 1월 26일에 폐선되었다.

## 역사

시대별 노선도

1905년 마산선 삼랑진 ~ 마산포 구간이 개통하면서 영업을 시작하였다. 당시의 마산역이 항만과 인접한 자리에 위치해 있어, 마산선 개통 이후 1923년에 경남선 마산 ~ 군북 구간이 개통하면서 노선이 마산 시내로 깊숙히 들어갔다 나오는 V자 형태의 기형적인 구조가 되었다.
그러나 1977년 12월 15일 당시 도시화가 이루어지지 않았던 석전동 일대에 신축된 통합 마산역으로 여객 기능을 이전하면서, 경전선 또한 직통 형태의 선형으로 도심 외곽으로 이설되었다. 이설되면서 경전선은 무려 10km가 단축되었으며, 이설 과정에서 옛 마산역 ~ 창원 방향 이설 선로 합류지점에 이르는 기존 선로는 모두 철거되어 중앙로(현재의 3·15 대로) 건설 부지로 활용되었으며, 옛 마산역 ~ 중리 방향 노선은 통합 마산역과 옛 경전선 선로를 잇는 함안제2가도교를 건설하는 등의 일부 선형 조정만을 거쳐 현재의 마산항제1부두선으로 재편되어 마산항으로 석탄이나 군수물자등을 운반하는 화물전용 철도 노선으로 활용되기 시작하였다. 그러나 도로 교통의 발달로 활용도는 낮아졌으며, 이러한 영향으로 2007년에 이르렀을 때에는 월 평균 6~8회의 화물열차 운행에 수송화물량 또한 연간 2만 톤(t)을 밑도는 것으로 나타났다.
또한 1970년대 이후 마산시내의 도시화가 급격하게 진행, 팽창되면서 마산 임항선 인근으로 수많은 주택가와 상권 지역이 형성되면서 평면교차 건널목이 총 8.6km의 구간 가운데 무려 9개에 이르렀고, 구 교원역 부근에 위치한 '북마산시장'은 열차가 잘 운행되지 않는 점 때문에 노점상이 선로까지 점거하게 되면서 열차 통행에 있어 매우 어려움을 주는 단계에 이르게 되었다.
경전선의 복선전철화 공사의 일환인 마산역과 중리역을 잇는 석전터널의 공사가 완료된 이후, 마산항제1부두선은 함안가도교 철거로 인해 2011년 2월 이후에 완전히 폐선 되었다.

### 폐선 후
(구)마산시는 석전터널 개통 이후 또다른 폐선이 되는 경전선 본선의 서마산 도심통과구간과 더불어 녹지공간을 조성하는 '철길 40리 숲길 조성' 계획, 일명 《그린웨이》 사업을 2009년 10월 21일에 발표하였으며, 특히 마산역과 마산항을 잇는 75,570m2에 이르는 마산항제1부두선 부지 전체를 야마시타 린코센 프롬나드처럼 2015년까지 공원화하기로 하였다.

## 노선 정보
- 노선 거리: 8.6km
- 운영 기관: 한국철도공사(전 구간)
- 궤간: 1435mm(표준궤)
- 통행 방식: -
- 역 수: 2
- 복선 구간: 없음
- 전철화 구간: 없음
- 보안 장치: 없음

## 역 목록
- 현재 기준

| 역명   | 로마자 역명  | 한자 역명 | 역간거리 (km) | 영업거리 (km) | 접속 노선 | 소재지   | 소재지 | 소재지            | 비고 |
| ------ | ------------ | --------- | ------------- | ------------- | --------- | -------- | ------ | ----------------- | ---- |
| 마산   | Masan        | 馬山      | 0.0           | 0.0           | 경전선    | 경상남도 | 창원시 | 마산회원구 석전동 |      |
| 교원   | Gyowon       | 校原      | 3.2           | 3.2           |           | 경상남도 | 창원시 | 마산합포구 상남동 | 폐역 |
| 신마산 | Sinmasan     | 新馬山    |               |               |           | 경상남도 | 창원시 | 마산합포구 반월동 | 폐역 |
| 마산항 | Masan Harbor | 馬山港    |               | 8.6           |           | 경상남도 | 창원시 | 마산합포구 월포동 | 폐역 |